# Eparchia di Murmansk

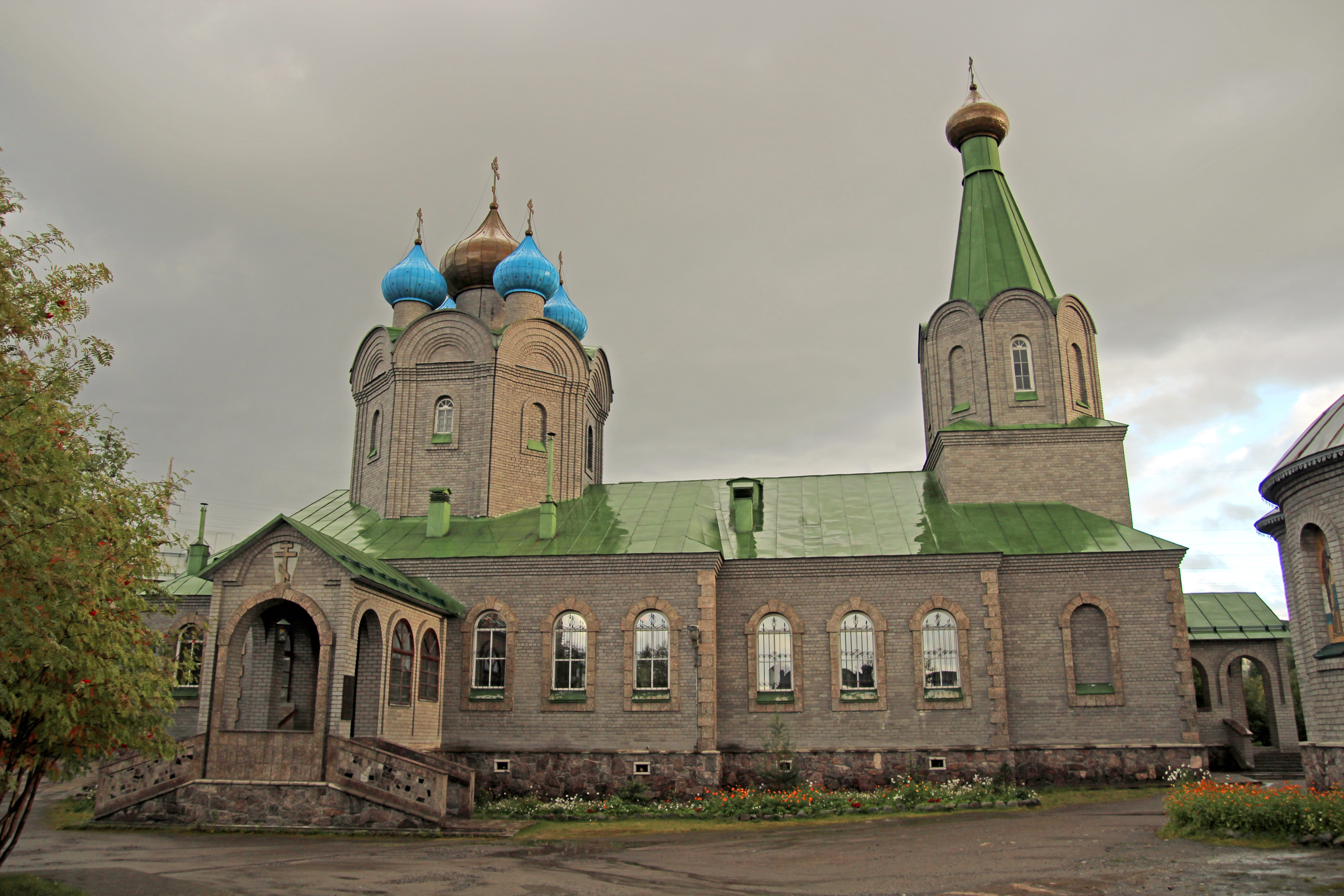
La cattedrale di San Nicola di Murmansk.

L'eparchia di Murmansk (in russo Мурманская епархия?) è una diocesi della Chiesa ortodossa russa, appartenente alla metropolia di Murmansk.

## Territorio
L'eparchia comprende parte dell'oblast' di Murmansk nel circondario federale nordoccidentale.
Sede eparchiale è la città di Murmansk, dove si trova la cattedrale di San Nicola.
L'eparca ha il titolo ufficiale di «metropolita di Murmansk e di Mončegorsk».

## Storia
L'eparchia è stata eretta il 27 dicembre 1995 ricavandone il territorio dall'eparchia di Arcangelo.
Il 2 ottobre 2013 ha ceduto una porzione del proprio territorio a vantaggio dell'erezione dell'eparchia di Severomorsk e contestualmente è entrata a far parte della metropolia omonima.

## Cronotassi degli eparchi
- Simone Getya (27 dicembre 1995 - 26 febbraio 2019 dimesso)
- Mitrofane Badanin, dal 26 febbraio 2019